# Kunstverein
Kunstverein è una parola tedesca che significa associazione d'arte o società d'arte. Il plurale è Kunstvereine.
Il termine designa istituzioni fondate nell'Ottocento generalmente dalla borghesia che voleva creare spazi capaci di contrapporsi al paternalismo statale.
I "kunstvereine" sono luoghi espositivi senza scopo di lucro focalizzati sulla divulgazione dell'arte contemporanea e si collocano in uno spazio intermedio tra le gallerie private (che hanno obiettivi commerciali e si dedicano a scoprire e lanciare nuovi artisti) e i musei pubblici. Sostengono l'arte contemporanea – e con essa gli artisti stessi – e allo stesso tempo diffondono la comprensione dell'arte nella società.
I Kunstvereine sono diffusi in particolare nel mondo di lingua tedesca, ma la loro storia li rende uno specifico modello organizzativo e un particolare tipo di associazione d'arte.

## Austria
| Sede       | Nome                             | Fondazione | Note |
| ---------- | -------------------------------- | ---------- | ---- |
| Salisburgo | Salzburger Kunstverein           | 1844       |      |
| Linz       | Oberösterreichischer Kunstverein | 1851       |      |
| Klagenfurt | Kunstverein Kärnten              | 1907       |      |
| Graz       | Grazer Kunstverein               | 1986       |      |

## Germania
| Sede                  | Nome                                                 | Fondazione | Note                                                           |
| --------------------- | ---------------------------------------------------- | ---------- | -------------------------------------------------------------- |
| Achim                 | Kunstverein Achim                                    | 1990       |                                                                |
| Ahlen                 | KunstVerein Ahlen                                    | 1988       |                                                                |
| Aichwald              | Kunstkreis Aichwald                                  | 2004       |                                                                |
| Altena                | Kulturring Altena                                    | 1971       |                                                                |
| Amburgo               | Kunstverein in Hamburg                               | 1817       |                                                                |
| Amburgo               | Kunstverein St. Pauli                                | 2006       |                                                                |
| Amburgo-Harburg       | Kunstverein Harburger Bahnhof                        | 1999       |                                                                |
| Arnsberg              | Kunstverein Arnsberg                                 | 1987       |                                                                |
| Aschaffenburg         | Neuer Kunstverein Aschaffenburg                      | 1991       |                                                                |
| Augusta               | Kunstverein Augsburg                                 | 1833       |                                                                |
| Berlino-Marienbad     | pro arte vivendi                                     | 1998       | Una kunstverein tedesco-ceca                                   |
| Berlino-Frohnau       | Kunstverein Centre Bagatelle                         | 1994       |                                                                |
| Berlino-Kreuzberg     | Neue Gesellschaft für bildende Kunst (NGBK)          | 1960       |                                                                |
| Berlino-Kreuzberg     | Concentrart                                          | 2006       |                                                                |
| Berlino-Mitte         | Neuer Berliner Kunstverein (NBK)                     | 1969       | Collegata a: Berliner Kunstverein                              |
| Berlino-Tiergarten    | Kunstverein Tiergarten                               | 2005       |                                                                |
| Bielefeld             | Bielefelder Kunstverein                              | 1929       | Sostiene il Museum Waldhof                                     |
| Bodenburg             | Kunstverein Bad Salzdetfurth                         | 1991       |                                                                |
| Böblingen             | Kunstverein Böblingen                                | 1961       |                                                                |
| Bonn                  | Bonner Kunstverein                                   | 1963       |                                                                |
| Braunschweig          | Kunstverein Braunschweig                             | 1832       |                                                                |
| Brema                 | Kunstverein in Bremen                                | 1823       | Sostiene la Kunsthalle Bremen                                  |
| Brema                 | GAK Gesellschaft für Aktuelle Kunst                  | 1980       |                                                                |
| Bremerhaven           | Kunstverein Bremerhaven von 1886 e.V.                | 1886       | Sostiene la Kunsthalle Bremerhaven e i Kunstmuseum Bremerhaven |
| Brühl                 | Brühler Kunstverein                                  | 1972       |                                                                |
| Coburgo               | Kunstverein Coburg                                   | 1824       |                                                                |
| Coesfeld              | Kunstverein Münsterland                              | 1998       |                                                                |
| Colonia               | Gemeinschaft der Künstlerinnen und Kunstfreunde      | 1927       |                                                                |
| Colonia               | Kölnischer Kunstverein                               | 1839       |                                                                |
| Darmstadt             | Kunstverein Darmstadt                                | 1837       |                                                                |
| Dortmund              | Dortmunder Kunstverein                               | 1984       |                                                                |
| Dresda                | Neuer Sächsischer Kunstverein                        | 1990       | Succede a Sächsischen Kunstvereins (1828–1945)                 |
| Düsseldorf            | Kunstverein für die Rheinlande und Westfalen         | 1829       |                                                                |
| Essen                 | Kunstverein im Bistum Essen e.V.                     | 1960       |                                                                |
| Essen                 | Kunstverein Ruhr e. V.                               | 1950       |                                                                |
| Francoforte sul Meno  | Frankfurter Kunstverein                              | 1829       |                                                                |
| Frechen               | Kunstverein Frechen                                  | 1962       |                                                                |
| Friburgo in Brisgovia | Kunstverein Freiburg                                 | 1827       |                                                                |
| Fröndenberg/Ruhr      | Kunstverein Fröndenberg                              | 2011       |                                                                |
| Gießen                | Neuer Kunstverein Gießen                             | 1998       |                                                                |
| Göppingen             | Kunstverein Göppingen                                | 1986       |                                                                |
| Görlitz               | Kunstverein für die Lausitz                          | 1855–1949  |                                                                |
| Görlitz               | Oberlausitzer Kunstverein                            | 1991       |                                                                |
| Gottinga              | APEX pro art e.V.                                    | 1971       |                                                                |
| Gottinga              | Kunstverein Göttingen                                | 1968       |                                                                |
| Halle (Saale)         | Hallescher Kunstverein                               | 1834–1936  |                                                                |
| Halle (Saale)         | Kunstverein „Talstrasse“                             | 1991       |                                                                |
| Halle (Saale)         | KUNST HALLE e. V. Kunsthalle Villa Kobe              | 2000       |                                                                |
| Hannover              | Kestnergesellschaft                                  | 1916       |                                                                |
| Hannover              | konnektor - Forum für Künste                         | 2011       |                                                                |
| Hannover              | Kunstverein Hannover                                 | 1832       |                                                                |
| Heidelberg            | Heidelberger Kunstverein                             | 1869       |                                                                |
| Heidenheim            | Kunstverein Heidenheim                               | 1973       |                                                                |
| Hasselbach            | Kunstverein Hasselbach                               | 1986       |                                                                |
| Heilbronn             | Kunstverein Heilbronn                                | 1879       |                                                                |
| Heppenheim            | Kunstverein Heppenheim                               | 2009       |                                                                |
| Herford               | Herforder Kunstverein im Daniel-Pöppelmann-Haus e.V. | 1955       |                                                                |
| Hildesheim            | Kunstverein Hildesheim                               | 1978       |                                                                |
| Husum                 | Kunstverein Husum und Umgebung                       | 1992       |                                                                |
| Ibbenbüren            | Kunstverein Ibbenbüren                               | 1965       |                                                                |
| Jena                  | Kunstverein Jena e.V.                                | 1903       |                                                                |
| Karlsruhe             | Badischer Kunstverein                                | 1818       |                                                                |
| Kassel                | Kunstverein Kassel                                   | 1835       |                                                                |
| Krefeld               | Krefelder Kunstverein                                | 1883       |                                                                |
| Langenhagen           | Kunstverein Langenhagen                              | 1981       |                                                                |
| Lipsia                | Leipziger Kunstverein                                | 1837–1946  |                                                                |
| Lipsia                | Neuer Leipziger Kunstverein                          | 1990       |                                                                |
| Lipsia                | Kunstverein Leipzig                                  | 1993       |                                                                |
| Lingen                | Kunstverein Lingen                                   | 1983       |                                                                |
| Lubecca               | Overbeck-Gesellschaft, Verein von Kunstfreunden e.V. | 1918       |                                                                |
| Lüneburg              | Halle für Kunst Lüneburg eV                          | 1995       |                                                                |
| Ludwigshafen          | Kunstverein Ludwigshafen                             | 1928       |                                                                |
| Magonza               | Kunstverein Freigeist e.V.                           | 2010       |                                                                |
| Magonza               | Kunstverein Eisenturm Mainz e.V.                     | 1975       |                                                                |
| Magonza               | Verein für Kunst und Literatur                       | 1824–188?  |                                                                |
| Mannheim              | Mannheimer Kunstverein                               | 1833       |                                                                |
| Marburgo              | Marburger Kunstverein                                | 1953       |                                                                |
| Meerane               | Meeraner Kunstverein                                 | 1993       |                                                                |
| Meiningen             | NEKST e.V.                                           | 2001       |                                                                |
| Meißen                | Kunstverein Meißen                                   | 1992       |                                                                |
| Mölln                 | Lauenburgischer Kunstverein                          | 1984       |                                                                |
| Mosbach               | Kunstverein Neckar-Odenwald                          | 1977       |                                                                |
| Mülheim an der Ruhr   | Mülheimer Kunstverein e. V.                          | ?          |                                                                |
| Monaco di Baviera     | Kunstraum München                                    | 1973       |                                                                |
| Monaco di Baviera     | Kunstverein München                                  | 1823       |                                                                |
| Monaco di Baviera     | Verein für Original-Radierung                        | 1891       |                                                                |
| Münster               | Westfälischer Kunstverein                            | 1831       |                                                                |
| Neuenhaus             | Kunstverein Grafschaft Bentheim                      | 1993       |                                                                |
| Nördlingen            | Kunstverein Nördlingen                               | 2001       |                                                                |
| Norimberga            | Albrecht-Dürer Gesellschaft Kunstverein Nürnberg     | 1792       |                                                                |
| Oberhausen            | Kunstverein Oberhausen                               | 1950/1953  |                                                                |
| Oldenburg             | Oldenburger Kunstverein                              | 1843       |                                                                |
| Passavia              | Kunstverein Passau                                   | 1949       |                                                                |
| Potsdam               | Potsdamer Kunstverein e. V.                          | 1912       |                                                                |
| Potsdam               | Kunstverein Kunsthaus Potsdam e. V.                  | 2002       |                                                                |
| Potsdam               | Brandenburgischer Kunstverein Potsdam e. V.          | 1993       |                                                                |
| Radebeul              | Radebeuler Kunstverein                               | 1996       |                                                                |
| Ratisbona             | Kunst- und Gewerbeverein Regensburg                  | 1838       |                                                                |
| Rügen                 | Kunstverein Rügen                                    | 1991       |                                                                |
| Saarbrücken           | Neuer Saarbrücker Kunstverein                        | 2010       |                                                                |
| Schwäbisch Hall       | Kunstverein Schwäbisch Hall                          | 1997       |                                                                |
| Schwerte              | Kunstverein Schwerte                                 | 1987       |                                                                |
| Siegen                | Kunstverein Siegen                                   | 1980       |                                                                |
| Stettino              | Pommerscher Verein für Kunst und Kunstgewerbe        | 1835       |                                                                |
| Stoccarda             | Stuttgarter Kunstverein                              | 1996       |                                                                |
| Stoccarda             | Württembergischer Kunstverein Stuttgart              | 1827       |                                                                |
| Torgau                | Kunst- und Kulturverein Torgau                       | 1981       |                                                                |
| Treviri               | Kunstverein Trier Junge Kunst                        | 1995       |                                                                |
| Ulma                  | Kunstverein Ulm                                      | 1887       |                                                                |
| Unna                  | Kunstverein Unna                                     | 1968       |                                                                |
| Viernheim             | Kunstverein Viernheim                                | 1999       |                                                                |
| Wedemark              | imago Kunstverein Wedemark                           | 1995       |                                                                |
| Wedemark              | KUNSTverein 2000 Wedemark                            | 2000       |                                                                |
| Werne                 | Kunstverein Werne                                    | ?          |                                                                |
| Wesel                 | Niederrheinischer Kunstverein                        | 1981       |                                                                |
| Wiesbaden             | Nassauischer Kunstverein                             | 1847       |                                                                |
| Witten                | MenschKunst                                          | 1999       |                                                                |
| Wuppertal-Barmen      | Kunstverein Barmen                                   | 1866       |                                                                |
| Wunstorf              | Kunstverein Wunstorf                                 | 1984       |                                                                |
| Würzburg              | Kunstverein Würzburg                                 | 1989       |                                                                |
| Xanten                | Kunstverein Xanten e.V. (KUX)                        | 1974       |                                                                |

## Italia
| Sede    | Nome                                                                               | Fondazione | Note |
| ------- | ---------------------------------------------------------------------------------- | ---------- | ---- |
| Bolzano | Ar/ge kunst Galleria Museo                                                         | 1985       |      |
| Milano  | Kunstverein Milano                                                                 | 2010       |      |
| Torino  | MicroMacro Art Zone A.S.D.P.S. (Kunstverein) Torino                                | 2013       |      |
| Torino  | ex Birrificio Metzger Centro di Cultura Contemporanea di Torino (Kunsthaus) Torino | 2013       |      |

## Svizzera
| Sede      | Nome                   | Fondazione | Note |
| --------- | ---------------------- | ---------- | ---- |
| Basilea   | Basler Kunstverein     | 1839       |      |
| San Gallo | Kunstverein St. Gallen | 1827       |      |